# Bernadette Chiracová
Bernadette Chiracová (nepřechýleně Chirac, * 18. května 1933 Paříž), rodným jménem Bernadette Chodron de Courcel, je francouzská politička a vdova po někdejším francouzském prezidentovi J. Chiracovi. V období od 17. května 1995 do 16. května 2007 byla první dámou Francie (francouzsky Première Dame de la République Française).

## Životopis
Bernadette Chiracová je dcera Jeana-Louise Chodrona de Courcel (1907–1985) a Marguerite de Brondeau d'Urtières (1910–2000). Je nejstarší ze tří sourozenců (Catherine (* 1946), Jérôme (* 1948)).
Po ukončení studia na Institut d’études politiques de Paris se 16. března 1956 provdala za Jacqua Chiraca, který byl jejím kolegou ze studií. Narodily se jim dvě děti: Laurence (* 1958) a Claude Chirac (* 1962). Vietnamku Anh Dao Traxel neoficiálně adoptovali v roce 1979.

## Politická kariéra
- 1971: zastupitelka v obecní radě v Sarran (Corrèze)
- 1977: náměstkyně starosty v Sarran
- 1979: zastupitelka za departement Corrèze, opětovně zvolena v letech 1992, 1998 a 2004
- 1990: zakladatelka a předsedkyně Association le Pont Neuf
- 1994: předsedkyně Fondation Hôpitaux de Paris-Hôpitaux de France